# 65,535
65,535(육만오천오백삼십오)는 65,534보다 크고 65,536보다 작은 자연수다.

## 수학
- 합성수로, 그 약수는 총 16개다. (1, 3, 5, 15, 17, 51, 85, 255, 257, 771, 1285, 3855, 4369, 13107, 21845, 65535)
  - 65535의 진약수의 합은 45921이므로, 65535는 부족수다.
- {\displaystyle 65535=2^{16}-1}

## 컴퓨팅
- 컴퓨팅에서 65535는 16비트 부호 없는 정수형이 나타낼 수 있는 가장 큰 숫자다.
- 비디오 게임 《폴아웃 4》에서는 레벨 제한이 없으나, 레벨 65535가 표현될 수 있는 최대 레벨이며, 이것을 돌파하면 게임이 깨진다.